# Коцељева
Коцељева је насеље у Србији у општини Коцељева у Мачванском округу. Према попису из 2022. било је 4007 становника.
У Коцељеви се сваког септембра одржава Фестивал зимнице. Овде се налази Зграда Велике школе, Зграда Мале школе и Црква Светог цара Константина и царице Јелене, који представљају непокретно културно добро као споменици културе. Овде постоји Завичајни музеј Коцељева.

## Историја
Први помен села је забележен у турском попису (тефтеру) за хиџретску 934. годину, тј. 1527/1528. годину по садашњем рачунању времена.
Указом Краља од 29. фебруара 1924. године насеље је добило статус варошице.

Транскрибован на модерни турски, са османске арабице, унос са 232. странице тефтера TD 144 је гласио овако:
Koçelova karye, Valyeva nahiye - Село Коцељова, Нахија Ваљево

## Демографија
У насељу Коцељева живи 3588 пунолетних становника, а просечна старост становништва износи 36,8 година (36,2 код мушкараца и 37,4 код жена). У насељу има 1488 домаћинстава, а просечан број чланова по домаћинству је 3,12.
Ово насеље је великим делом насељено Србима (према попису из 2002. године), у последња три пописа примећен је пораст у броју становника.
|             | \| Демографија[3] \| Демографија[3] \| Демографија[3] \| \| Година \| Становника \| Становника \| \| -------------- \| -------------- \| -------------- \| \| 1948. \| 1.876 \| \| \| 1953. \| 2.010 \| \| \| 1961. \| 2.377 \| \| \| 1971. \| 2.949 \| \| \| 1981. \| 3.561 \| \| \| 1991. \| 4.202 \| 4.116 \| \| 2002. \| 4.645 \| 4.948 \| \| 2011. \| 4.182 \| \| |            |
| Демографија | |            |
| Година      | Становника | Становника |
| 1948.       | 1.876 |            |
| 1953.       | 2.010 |            |
| 1961.       | 2.377 |            |
| 1971.       | 2.949 |            |
| 1981.       | 3.561 |            |
| 1991.       | 4.202 | 4.116      |
| 2002.       | 4.645 | 4.948      |
| 2011.       | 4.182 |            |

| Етнички састав према попису из 2002.‍ | Етнички састав према попису из 2002.‍ | Етнички састав према попису из 2002.‍ | Етнички састав према попису из 2002.‍ | Етнички састав према попису из 2002.‍ |
| ------------------------------------ | ------------------------------------ | ------------------------------------ | ------------------------------------ | ------------------------------------ |
|                                      |                                      |                                      |                                      |                                      |
| Срби                                 | Срби                                 |                                      | 4.582                                | 98,64%                               |
| Југословени                          | Југословени                          |                                      | 8                                    | 0,17%                                |
| Црногорци                            | Црногорци                            |                                      | 6                                    | 0,12%                                |
| Хрвати                               | Хрвати                               |                                      | 4                                    | 0,08%                                |
| Роми                                 | Роми                                 |                                      | 4                                    | 0,08%                                |
| Горанци                              | Горанци                              |                                      | 3                                    | 0,06%                                |
| Руси                                 | Руси                                 |                                      | 2                                    | 0,04%                                |
| Румуни                               | Румуни                               |                                      | 2                                    | 0,04%                                |
| Словенци                             | Словенци                             |                                      | 1                                    | 0,02%                                |
| Муслимани                            | Муслимани                            |                                      | 1                                    | 0,02%                                |
| Македонци                            | Македонци                            |                                      | 1                                    | 0,02%                                |
| Бугари                               | Бугари                               |                                      | 1                                    | 0,02%                                |
| Албанци                              | Албанци                              |                                      | 1                                    | 0,02%                                |
| непознато                            | непознато                            |                                      | 12                                   | 0,25%                                |

| Година пописа     | 1948. | 1953. | 1961. | 1971. | 1981. | 1991. | 2002. |
| ----------------- | ----- | ----- | ----- | ----- | ----- | ----- | ----- |
| Број домаћинстава | 371   | 433   | 633   | 858   | 1.071 | 1.274 | 1.488 |

| Број чланова      | 1   | 2   | 3   | 4   | 5   | 6  | 7  | 8 | 9 | 10 и више | Просек |
| ----------------- | --- | --- | --- | --- | --- | -- | -- | - | - | --------- | ------ |
| Број домаћинстава | 224 | 310 | 326 | 434 | 110 | 65 | 11 | 6 | 1 | 1         | 3,12   |

| Пол    | Укупно | Неожењен/Неудата | Ожењен/Удата | Удовац/Удовица | Разведен/Разведена | Непознато |
| ------ | ------ | ---------------- | ------------ | -------------- | ------------------ | --------- |
| Мушки  | 1.850  | 531              | 1.219        | 62             | 34                 | 4         |
| Женски | 1.967  | 420              | 1.238        | 244            | 56                 | 9         |
| УКУПНО | 3.817  | 951              | 2.457        | 306            | 90                 | 13        |

| Пол    | Укупно                    | Пољопривреда, лов и шумарство | Рибарство                            | Вађење руде и камена | Прерађивачка индустрија       |
| ------ | ------------------------- | ----------------------------- | ------------------------------------ | -------------------- | ----------------------------- |
| Мушки  | 1.100                     | 253                           | 0                                    | 4                    | 301                           |
| Женски | 940                       | 201                           | 0                                    | 1                    | 303                           |
| УКУПНО | 2.040                     | 454                           | 0                                    | 5                    | 604                           |
| Пол    | Производња и снабдевање   | Грађевинарство                | Трговина                             | Хотели и ресторани   | Саобраћај, складиштење и везе |
| Мушки  | 15                        | 45                            | 154                                  | 22                   | 79                            |
| Женски | 6                         | 2                             | 139                                  | 15                   | 19                            |
| УКУПНО | 21                        | 47                            | 293                                  | 37                   | 98                            |
| Пол    | Финансијско посредовање   | Некретнине                    | Државна управа и одбрана             | Образовање           | Здравствени и социјални рад   |
| Мушки  | 7                         | 14                            | 95                                   | 25                   | 22                            |
| Женски | 13                        | 7                             | 52                                   | 58                   | 86                            |
| УКУПНО | 20                        | 21                            | 147                                  | 83                   | 108                           |
| Пол    | Остале услужне активности | Приватна домаћинства          | Екстериторијалне организације и тела | Непознато            | Непознато                     |
| Мушки  | 47                        | 0                             | 0                                    | 17                   | 17                            |
| Женски | 30                        | 0                             | 0                                    | 8                    | 8                             |
| УКУПНО | 77                        | 0                             | 0                                    | 25                   | 25                            |

## Знамените личности
- Слободан Сантрач (1946—2016), фудбалски репрезентативац.
- Даница Панић (1922—2015), књижевница.
- Макарије Ђорђевић (1903—1978), епископ будимљанско-полимски и епископ сремски.

## Галерија
- Зграда Велике школе
данас
Библиотека Јанко Веселиновић
- Зграда Мале школе
данас
Завичајни музеј Коцељева
- Црква Св.
Константина
и Јелене

- Фестивал зимнице